# Synaphosus karakumensis
Espèce
Synaphosus karakumensis est une espèce d'araignées aranéomorphes de la famille des Gnaphosidae.

## Distribution
Cette espèce est endémique de la province de Lebap au Turkménistan,. Elle se rencontre dans le désert du Karakoum.

## Description
Le mâle holotype mesure 4,68 mm.

## Étymologie
Son nom d'espèce, composé de karakum et du suffixe latin -ensis, « qui vit dans, qui habite », lui a été donné en référence au lieu de sa découverte, le désert du Karakoum.

## Publication originale
- Ovtsharenko, Levy & Platnick, 1994 : A review of the ground spider genus Synaphosus (Araneae, Gnaphosidae). American Museum novitates, no 3095, p. 1-27 (texte intégral).